# Водяная авдотка
Водяная авдотка (лат. Burhinus vermiculatus) — птица из семейства авдотковых.
Вид распространён в Африке южнее Сахары. Встречается вблизи озёр, рек, лиманов, а также в мангровых зарослях.
Птица длиной 38—41 см, весом 290—320 г. Окраска серо-коричневая со светло-серыми полосками. Брюхо, горло и короткая надбровная полоса белые. Грудь пёстрая. Клюв крепкий, чёрного цвета с жёлтым основанием.
Активна ночью. Питается насекомыми, ракообразными, моллюсками. Сезон размножения приходится на сухое время года. Моногамная птица. Яйца откладывает в ямку в песчаном или каменистом грунте вблизи воды. В кладке два песочно-жёлтых яйца. Инкубация продолжается 22—25 дней. Оба родителя заботятся о птенцах.